# Kulików (rejon żółkiewski)
Kulików (ukr. Куликів, Kułykiw) – osiedle typu miejskiego na Ukrainie, w obwodzie lwowskim, w rejonie lwowskim (do 2020 roku w rejonie żółkiewskim), nad Kulikówką, około 50 km od granicy polsko-ukraińskiej.

## Historia
Kościół rzymskokatolicki pw. św. Mikołaja, uposażony w roku 1399 przez Mikołaja Herburta z Felsztyna i Kulikowa. W roku 1469 Mikołaj (Miklasz) Herburt stolnik przemyski nadał osadzie prawa miejskie. Po Mikołaju miasto odziedziczyli jego synowie Mikołaj i Andrzej. W XVII wieku Jan III Sobieski osiedlił w Kulikowie jeńców tatarskich i tureckich, którzy wyrabiali w założonej manufakturze, koce i dywany. W następnych wiekach Kulików był ważnym ośrodkiem sadownictwa oraz szewstwa dla zaopatrywania pobliskiego Lwowa i Żółkwi. Kulików był również gniazdem rodowym rodziny Kulikowskich herbu Drogomir. Dokumenty z roku 1469 wskazują, że dzierżawcami miasta byli Jan i Piotr Kulikowscy (AGZ, t. VI. str. 121). Po Herburtach miasto dzierżawili; Żurawińscy, Sobiescy, Radziwiłłowie i Batowscy. Po płn.-wsch. stronie miasteczka zachowały się ślady zamczyska oraz fortyfikacji ziemnych. W roku 1880 liczył 3226 mieszkańców.
Parafia rzymskokatolicka założona w roku 1546, konsekrowana w 1766 pw. św. Mikołaja Biskupa. Parafia należała do dekanatu żółkiewskiego, archidiecezji lwowskiej, w jej skład wchodziły wsie Artasów, Błaszczywody, Doroszów, Dzibułki, Hrebeńce, Koszelów, Kukizów, Sulimów, Mohylany, Nadycze, Nahorce, Nowesioło, Podliski, Przedrzymiechy Wlk. i Mł., Smereków, Stroniatyn, Sulimów, Udnów (dawniej Odnowo), Wierzblany i Zwertów. Obecną murowaną świątynię wystawił w 1538 Mikołaj Herburt Odnowski, kasztelan przemyski. Do roku 1743 w miejscu znajdował się również monastyr bazylianek.
Kulików graniczył z Doroszowem Wielkim, Nowym Siołem i Nadyczem, na płn. z Mohilanami i Przemiwólkami, na zach. z Mierzwicą i Kościejowem.
W II Rzeczypospolitej miasto znajdowało się w powiecie żółkiewskim, w województwie lwowskim. Według spisu powszechnego z 1921 roku w Kulikowie mieszkało 2886 mieszkańców: 2031 Polaków (z czego 1188 deklarowało się jako grekokatolicy, a 489 jako wyznawcy judaizmu), 835 Ukraińców i 20 Żydów. Według Rąkowskiego 70% mieszkańców było narodowości ukraińskiej. W 1931 roku liczba Żydów wyniosła 602.
W czasie okupacji niemieckiej Kulików został pozbawiony praw miejskich, stając się siedzibą wiejskiej gminy Kulików. 1 lipca 1941 w Kulikowie odbył się pogrom Żydów. 25 listopada 1942 część Żydów Niemcy deportowali do obozu zagłady w Bełżcu, pozostałych zapędzono do getta w Żółkwi. 22 lipca 1944 w walkach o Kulików brał udział m.in. Əvəz Verdiyev.
W lipcu 1945 roku Polacy z Kulikowa pod naciskiem władz sowieckich i UPA wyjechali do Polski. Łącznie miejscowość opuściło 600 Polaków.

## Świątynie
- gotycki kościół św. Mikołaja, kilkakrotnie spalony i remontowany, został zamknięty po II wojnie światowej i służył jako skład dla miejscowej piekarni. W 2000 zwrócony wspólnocie rzymskokatolickiej, która przeprowadziła remont świątyni[4][7].
- neobizantyjska cerkiew Zaśnięcia Bogarodzicy zbudowana w latach 1901–1906, na miejscu cerkwi z 1515 r[4]. Znajduje się w centrum Kulikowa.
- neobizantyjska cerkiew św. Dymitra z 1901 roku (Przedmieście Żółkiewskie)[4].

## Ciekawostki
Z Kulikowem związany jest "chlib kulikowski", rodzaj pieczywa żytniego, które było słynne we Lwowie w pierwszej połowie XX wieku. M.in. zbiór wierszy i piosenek Mariana Hemara wydany w 1990 r. nosi taki właśnie tytuł.

## Ludzie związani z Kulikowem
- Samson Bloch – uczony żydowski piszący po hebrajsku, urodzony w Kulikowie[11].
- Erwin Ludwik Herman Bordolo – major audytor służby sądowej Wojska Polskiego, ofiara zbrodni katyńskiej.
- ks. Stanisław Stojałowski – proboszcz w Kulikowie od 1881; wyrokiem z 16 września 1889 ks. Stanisław Stojałowski został uznany winnym przestępstw kościelnych i skazany na utratę probostwa w Kulikowie i na 6-tygodniowe rekolekcje w klasztorze w Sanoku[12].
- Bohdan Stupka – ukraiński aktor, urodzony w 1941 roku w Kulikowie[4].
- Teofil Decykewycz (wzgl. Decykiewicz) – ksiądz greckokatolicki, miejscowy proboszcz[13][14][15]
- Ajtal Antoni Kowalski – ksiądz greckokatolicki, miejscowy wikariusz, syn ks. Tytusa Kowalskiego[16]